# Aqhari Abdullah
Muhammad Aqhari bin Abdullah (* 9. Juli 1991 in Singapur) ist ein ehemaliger singapurischer Fußballspieler.

## Karriere
Aqhari Abdullah stand 2010 bei Balestier Khalsa unter Vertrag. Der Verein spielte in der ersten singapurischen Liga, der S. League. 2011 wechselte er zum Ligakonkurrenten Hougang United. Mit Hougang stand er 2011 im Endspiel des Singapore FA Cups. Hier verlor man im Elfmeterschießen gegen Albirex Niigata (Singapur). Nach zwölf Erstligaspielen ging er 2012 zu den Young Lions. Die Young Lions sind eine U23-Mannschaft, die 2002 gegründet wurde. In der Elf spielen U23-Nationalspieler und auch Perspektivspieler. Ihnen soll die Möglichkeit gegeben werden, Spielpraxis in der ersten Liga zu sammeln. Die Singapore LionsXII nahmen ihn 2013 unter Vertrag. Die Lions Twelve waren ein Fußballverein aus Singapur, der von 2012 bis 2015 in der höchsten Liga von Malaysia, der Malaysia Super League, spielte. Mit den Lions Twelve feierte er 2013 die Meisterschaft. 2015 spielte er beim singapurischen Erstligisten Tampines Rovers. Mit den Rovers wurde er Vizemeister. Der ebenfalls in der ersten Liga spielende Home United nahm den Außenverteidiger 2016 unter Vertrag. 2018 feierte er mit Home die Vizemeisterschaft. Den Singapore Community Shield gewann er mit Home 2019. Das Spiel gegen Albirex Niigata (Singapur) wurde mit 5:4 im Elfmeterschießen gewonnen. 2021 feierte er mit den Sailors die singapurische Meisterschaft. Im Januar 2022 unterschrieb er einen Vertrag beim Ligakonkurrenten Tanjong Pagar United. Dort beendete Abdullah dann nach der Spielzeit im Dezember 2022 seine aktive Karriere.

## Erfolge
- Malaysischer Meister: 2013
- Singapurischer Meister: 2021
- Singapurischer Superpokalsieger: 2019